# Leptanilla morimotoi
Leptanilla morimotoi är en myrart som beskrevs av Keizo Yasumatsu 1960. Leptanilla morimotoi ingår i släktet Leptanilla och familjen myror. Inga underarter finns listade i Catalogue of Life.